# 葉匡時
葉匡時（1957年1月7日—），中華民國政治人物、管理學學者，中國國民黨籍，生於花蓮縣花蓮市，籍貫浙江大陳島（大陳義胞後人、外省第二代），美國卡內基梅隆大學博士畢業，現任陽明山未來學社理事長、實聯精密化學副董事長、亞太公私合夥建設發展協會理事長，曾任交通部長、高雄市代理市長、高雄市副市長、長風文教基金會執行長、國立中山大學企管系教授、國立政治大學科技管理與智慧財產研究所教授、柯志恩高雄市市長競選總部主任委員。

## 早年
1957年出生於臺灣花蓮市美崙的大陳新村並度過童年。父親是1949年移居台灣的浙江溫嶺人，母親是1955年撤退台灣的大陳島居民。曾就讀花蓮當地的私立若瑟小學（今海星國小）、復興國小、花師附小（今東華附小）。國中就讀花蓮美崙國中，後轉至台北仁愛國中。高中就讀師大附中。1979年取得國立台灣大學政治系學士，1984年取得美國德拉瓦大學公共行政碩士，1990年取得美國卡內基梅隆大學組織理論博士。

## 學界經歷
1991年起任教於高雄國立中山大學企業管理學系，曾任企管系主任、傳播管理研究所（現行銷傳播管理研究所）所長、醫務管理研究所所長以及EMBA執行長等多項職務；並曾至上海復旦大學、北京清華大學任訪問教授；發表過三十多篇具有評審制度的期刊論文。葉匡時也曾擔任經濟日報、天下雜誌等書報雜誌的專欄作家，並著有《總經理的新衣》、《總經理的內衣》、《總經理的面具》、《EMBA的第一門課》、《當代中國工商環境與企業管理》、《狐狸與狼：企業管理的個性與群性》等企業管理專書，三度榮獲經濟部中小企業處金書獎。
在2015年卸任交通部長後，葉匡時轉任政治大學科技管理與智慧財產研究所教授，之後於2018年退休。

## 業界經歷
2000年，葉匡時與友人春天旅行社董事長游金章，及易飛網總經理李克敬三人合資創辦易遊網。後游金章與葉匡時的經營理念不同，葉匡時出售手中持股，退出經營。在燦坤董事長吳燦坤聘請他擔任燦坤實業獨立董事後，說服吳燦坤與李克敬共同出資，創辦燦星網。2008年，葉匡時與李克敬皆退出燦星網經營，葉匡時進入研考會，投身政壇。2010年，李克敬與友人買下易飛網六成股份，葉匡時當時任職交通部次長，雖未參與投資，但曾協助收購談判。
2001年，雷倩任太平洋聯網公司兼執行長，聘請葉匡時擔任資深副總經理。
在2010~2012年間，葉匡時以交通部政務次長的身份兼任新成立的桃園機場公司首任董事長。
葉匡時曾擔任幾間公司的獨立董事，包括燦坤實業與百略醫學科技、太平洋聯網科技營運長，2015~2017年，葉出任台灣銀行獨立董事，2016~2019年擔任太平洋建設獨立董事,  2021-2024擔任聯強國際獨立董事。
2020年自高雄市副市長職位卸任後，曾任實聯精密化學的副董事長兼總經理。 2023年6月接任富邦金控獨立董事。

## 政界經歷

### 研考會副主委
2008年5月至2009年6月，於劉兆玄內閣任職研考會副主委，後轉調交通部政務次長。在職期間建立各部會中程計畫的撰寫綱要與辦法、參與行政院組織改造、協助設立國家書店。

### 交通部政務次長
2009年6月，葉匡時轉任交通部政務次長，歷劉兆玄內閣、吳敦義內閣、陳冲內閣，於2013年2月晉升交通部長。
任職期間曾參與處理高鐵借舊還新聯貸的對外溝通、羅淑蕾批評桃園機場、國道三號走山事件。推動成立桃園國際機場公司，並任首任董事長，上任時宣布將在三年內將桃園機場之ACI（Airport Council Internal）排名進入前十名，於2012年第四季就達成。推動桃園航空城計畫，順利協調桃園海軍機場遷移至屏東機場，並關閉屏東機場作業。提出松山機場園區開發構想。2012年3月完成台灣港務公司及交通部航港局的創設，並負責自由貿易港區的業務發展。推動高雄港加入倫敦金屬交易所（LME）遞交港，於2013年6月獲得LME同意。

### 交通部長
2013年2月起，於江宜樺內閣及毛治國內閣擔任交通部長。
在國內建設方面，葉匡時提出「美好生活的連結者」為交通部使命，加入人文藝術加值與產業發展兩理念到交通部施政，在全國各車站、機場、郵局廣設漂書站。2013年3月，完成改善阿里山公路（臺18線）道路整修工程，及臺21線信義段103K~134K處道路整修工程。2013年4月20日，國道一號五楊高架歷經4年的施工，通車日期延後4次，終於全線通車，預估尖峰時段五股至楊梅路段，行車時間能夠節省下約30分鐘，台北至桃園機場則能節省10分鐘。2014年6月完成台鐵花東鐵路電氣化通車、12月開始南迴鐵路電氣化動工、規劃台鐵恆春支線作為鐵路觀光。葉匡時也檢討機車路權、開放三輪機車。
國際上，交通部觀光局在2013年的最後一天，達成全年800萬來台旅客目標，締造歷史新高。聯合國世界觀光組織公布2013年全球前十名成長最快速的旅遊地點，台灣以9.7%的年成長率排名第十。2013年，世界經濟論壇（WEF）評比140個國家及經濟體觀光競爭力，臺灣名列第33名，較上次評比2011年（第37名）上升4名。2013年6月葉匡時應法國運輸、海洋部部長之邀，成為台法斷交後第一位赴法國官方訪問的交通部長，就航太發展交換意見、盼修航約增加航班、並期盼法國支持台灣加入國際民航組織。9月應多明尼加觀光部長邀請，參訪多明尼加。同年，民航局長以特邀貴賓身份參加國際民航組織，是42年來台灣第一次得以參加。
2014年初，時任立法委員蔡正元批評葉匡時接受神腦國際公司總裁林保雍宴請，以及參加中華航空總經理林鵬良為他在極品軒餐廳舉辦的生日宴會，違反公務員廉政倫理規範第七條規定：「公務員不得參加與其職務有利害關係者之飲宴應酬」。他並指控，葉匡時在參加宴會後，要求中華電信公司購入神腦國際公司股票，不符合利益迴避原則。葉匡時反駁，交通部是中華電信的大股東，交通部長原本有權責解決中華電信與神腦公司間的糾紛，並無不當之處。行政院長江宜樺與總統馬英九則強調，公務員不能接受廠商招待，言行及交友須謹慎。這個爭議事件並未繼續延燒。
2014年12月，交通部長葉匡時推動台灣高鐵財改方案，極力強調財改方案不通過，高鐵在2015年3月可能破產。朝野立委批評葉匡時方案圖利舊股東，在2015年1月7日，葉匡時生日當天，高鐵財改案在立法院交通委員遭國民黨與民進黨立委聯合反對無法過關；基於政務官為政策負責的理念，葉匡時遂而辭去交通部長。1月9月，行政院批准辭呈，由交通部次長陳建宇代理。陳建宇上任後，改提出AB兩方案，經由朝野共識，選擇由公股增資的B案，財改案在2015年5月在立法院通過、9月在高鐵公司股東會通過。

### 洪秀柱競選
在2016年中華民國總統選舉初期，葉匡時曾擔任洪秀柱競選總部顧問。在洪秀柱通過黨內初選後，國民黨秘書長李四川曾經由葉匡時轉交新台幣三千萬元支票給洪秀柱作為競選經費。在國民黨黃復興黨辦主委戴伯特要求撤換洪秀柱時，當時黨主席朱立倫，經由葉匡時安排，與洪秀柱進行數次協商。最終，國民黨全代會通過撤換洪秀柱決議，媒體稱為換柱爭議。洪秀柱在退選後交回三千萬元競選經費，但民進黨立委陳其邁、葉宜津質疑支票的來源及用途，台聯黨立法委員周倪安告發朱立倫與李四川以這筆錢來「搓圓仔湯」使洪秀柱退選。此案經特偵組偵查，以不起訴簽結。

### 高雄市副市長
2018年12月3日，接受高雄市長韓國瑜邀請出任副市長，主要負責對外經貿發展、交通、觀光、文化和教育政策。任內政績在經貿方面，葉匡時爭取到法國運動用品量販店迪卡儂在亞洲新灣區建立旗艦店，投資金額約四億台幣，占地4,000坪，是南台灣最大型的運動商場；他也向臺灣港務公司爭取到在高雄設置海運快件專區。在交通方面，葉匡時會勘岡山車站，並定案增設後站、促成泰國微笑航空的「高雄-清邁」航線、新造「正憲公有停車場」、以及施行午飯時間計程車路邊停車不收費，讓計程車司機中午可以將車子停在停車格上並在車內用餐及休憩。在觀光方面，葉匡時宣示2020年為高雄的「區域觀光元年」，將以往各別景點的行銷結合成「一心三線」品牌，即都會區的軌道經濟觀光、東線的慢食、中線的地景生態及軍事旅遊、以及北線的漁村和濕地生態，並且推出三條無障礙旅遊路線。葉匡時也推動「高雄追光季」燈光展演，並獲得德國紅點設計大獎。2019年10月16日，高雄市市長韓國瑜代表國民黨參與總統大選因而請假三個月，由葉匡時代行市長職務。2020年6月，因韓國瑜罷免案投票通過，葉匡時與市府團隊一同免職。
2022年8月8日，王育敏邀葉匡時擔任其年底地方大選嘉義縣縣長選舉顧問。

## 非政府組織
江宜樺在2017年1月成立長風文教基金會，葉匡時出任執行長。同年葉匡時創立亞太公私合夥建設發展協會，出任理事長。2019年因為出任高雄副市長而卸任前述兩職位 ；2020年卸任副市長後，葉匡時出任陽明山未來學社理事長。

## 外部連結
- 葉匡時的Facebook專頁
- 葉匡時辯才無礙 專長組織政策

| 中華民國政府職務 | 中華民國政府職務                               | 中華民國政府職務               |
| ---------------- | ---------------------------------------------- | ------------------------------ |
| 行政院           |                                                |                                |
| 前任： 毛治國    | 交通部部長 第23任 2013年2月18日－2015年1月13日 | 繼任： 陳建宇 （代理，後真除） |